# アイススレッジスピードレース

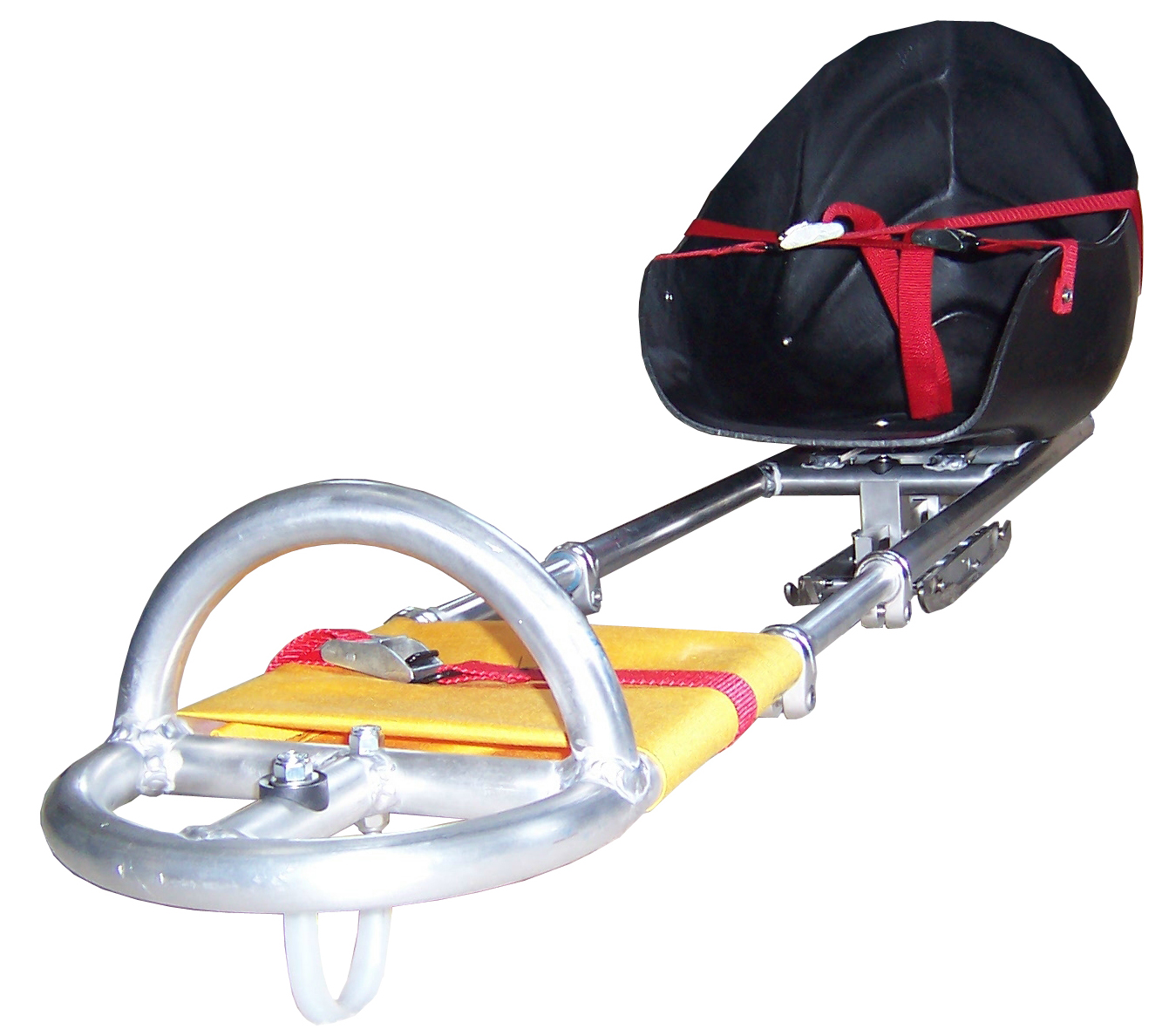

アイススレッジスピードレース（英語: Ice sledge racing）は、氷上においてそり（スレッジ）に乗っておこなわれる、障害者スポーツであり、座位で行うスピードスケート競技で、トラック競技である。下肢などに機能障害のある選手のみを対象としている。アイススレッジホッケーとともに「アイススレッジ競技」と呼ばれ、スレッジレーシングとも呼ばれる。なお、スレッジとは、そもそもは馬などに引かせる荷物運搬用のそりのことである。

## 用具
ヨーロッパでは7世紀頃から行われたとされ、かつては美しい絵が描かれた木製のそりが使用されていた。近年ではアルミニウムや鉄で作られたフレームに座面を設置、フレームの下部にはスピードスケートの刃のような2枚のブレードが設置されている。アイススレッジホッケーのものとほぼ同等であるが、あちらは接触プレーなどが前提であるので強度などの点でかなりの違いがある。
前進するためにはストックを使用するが、先端にスパイク状の突起（アイスピック）がついており、これにより氷をかいて進んでいく。長さは長く（目の高さを超えない程度の長いもの）、スキー競技のものとよく似ているが、地面に全力で突き立てて推進力とするため、強度や材質、構造にはかなりの違いがある。

## 競技種目
アイススレッジのスピードレースであり、400ｍのトラックで行われる。
おもなクラス分けと種目は以下のとおり（長野パラリンピックでの開催種目。リレハンメルでは女子のみ1000mではなく700mもおこなわれた）
- クラス分けは、LW（下肢障害）10とLW11
- 距離は100m、500m、1000m、1500m

また、各クラスごとに4種目通算の合計得点を競う複合競技も行われていた。
公式ではなくなったが、もっと小規模な競技やレクリエーションとしてはまだ健在である。

## パラリンピック
1980年のヤイロパラリンピックからおこなわれており、アルベールヴィルパラリンピックで中断されたものの、続くリレハンメルパラリンピックで正式採用された。日本では長野パラリンピックの開催決定を機に、1993年に日本身体障害者スポーツ協会（現日本障害者スポーツ協会：JSAD）がノルウェー講師を招聘、講習会を実施し、同年10月に「長野スレッジスポーツ協会」が発足。本格的な競技普及・強化活動が開始された。長野パラリンピック本番でも土田和歌子らの金メダル獲得などで話題となったが、参加国と競技人口が少ないことを理由に、長野を最後に正式競技から外されてしまったこともあり、国内大会も長野以降一度開催されたのみで立ち消えの模様である。